# Annette Carlén-Karlsson
Annette Elisabeth Carlén-Karlsson (ur. 2 sierpnia 1956 w Kristinehamn) – szwedzka łyżwiarka szybka, zdobywczyni Pucharu Świata.

## Kariera
Największe sukcesy w karierze Annette Carlén-Karlsson osiągnęła w sezonie 1985/1986, kiedy zwyciężyła w klasyfikacji końcowej Pucharu Świata na 1500 m. Wyprzedziła wtedy bezpośrednio Karin Enke z NRD oraz Katie Class z USA. W tym samym sezonie była też druga w klasyfikacji 3000 m/5000 m, rozdzielając dwie reprezentantki NRD: Andreę Ehrig-Mitscherlich i Karin Enke. Trzykrotnie stawała na podium zawodów tego cyklu, odnosząc jedno zwycięstwo: 4 stycznia 1986 roku w Inzell była najlepsza w biegu na 1500 m. Nigdy nie zdobyła medalu mistrzostw świata; jej najlepszym wynikiem było ósme miejsce wywalczone podczas sprinterskich mistrzostw świata w Lake Placid w 1978 roku. Była też między innymi siódma na rozgrywanych sześć lat później mistrzostwach Europy w Medeo. W 1980 roku brała udział w igrzyskach olimpijskich w Lake Placid, gdzie jej najlepszym wynikiem było dziesiąte miejsce w biegu na 1000 m. Cztery lata później, na igrzyskach olimpijskich w Sarajewie była między innymi dziewiąta na tym samym dystansie i jedenasta w biegu na 3000 m. W 1987 roku zakończyła karierę.